# Daniel Peralta-Salas
Daniel Peralta-Salas (* 1978 in Madrid) ist ein spanischer Mathematiker, der sich mit Dynamischen Systemen, partiellen Differentialgleichungen, Differentialgeometrie und deren Wechselwirkungen befasst.
Peralta-Salas studierte Physik und Mathematik und wurde 2006 an der Universidad Complutense Madrid bei Francisco González Gascón promoviert (Invariant Sets And First Integrals of Dynamical Systems). Er forscht am Instituto de Ciencias Matemáticas (ICMAT) in Madrid, einem gemeinsamen Forschungsinstitut der drei Madrider Universitäten und der spanischen Forschungsorganisation CSIC (Consejo Superior de Investigaciones Científicas).
Mit Alberto Enciso (ICMAT) bewies er eine Vermutung von Wladimir Arnold und Keith Moffatt  über die Existenz von dünnen Röhren von verknoteten Wirbellinien als stationäre Lösungen der Eulerschen Gleichungen der Strömungsmechanik.und beantworteten damit auch eine 150 Jahre alte Vermutung von Lord Kelvin (Arnold und Moffat formulierten das Problem präziser innerhalb der topologischen Theorie Dynamischer Systeme).
2013 erhielt er einen Starting Grant des European Research Council. 2016 war er Plenarsprecher auf dem Europäischen Mathematikerkongress in Berlin (Existence of knotted vortex structures in stationary solutions of the Euler equations). Mit Enciso erhielt er 2015 den Barcelona Dynamical Systems Preis.

## Schriften
- mit Alberto Enciso: Existence of knotted vortex tubes in steady Euler flows, Acta Mathematica, Band 214, 2015, S. 61–134, Arxiv
- mit Alberto Enciso: Knots and links in steady solutions of the Euler equation, Annals of Mathematics, Band 175, 2012 S. 345–367